# Hub (luchthaven)
Een  hub (Engels voor naaf) is in de wereld van het luchtverkeer een luchthaven waar men overstapt op andere vluchten, zo mogelijk van dezelfde maatschappij. De grootste hub ter wereld is Hartsfield-Jackson Atlanta International Airport bij Atlanta, met dagelijks circa 950 vluchten.
De hub maakt deel uit van het zogeheten hub and spokes-vervoersconcept, dat bedoeld is om de gemiddelde bezettingsgraad van de toestellen te verbeteren. Hierbij brengen kleinere vliegtuigen (feeders) passagiers naar een hub. Vervolgens vliegen de passagiers eventueel met grote toestellen naar een andere hub, waarna ze met kleinere vliegtuigen naar hun uiteindelijke bestemming worden gebracht. DHL hanteert het concept voor vrachtvluchten. Een nadeel van het concept is dat rond een hub feitelijk een oligopolie ontstaat. 
Het hub and spokes-concept is ontstaan in de Verenigde Staten, na de deregulering van het luchtverkeer in 1978. Het verkeer van punt-tot-punt dat tot dan door overheidsmaatregelen was afgedwongen, werd na de deregulering voor veel maatschappijen onrendabel. Alleen Southwest Airlines houdt nog vast aan het oude systeem.
Voorbeelden van hubs zijn onder andere luchthaven Schiphol voor de KLM en Delta Airlines, Dallas/Fort Worth International Airport voor American Airlines en Brussels Airport voor onder andere Brussels Airlines en TUI Airlines Belgium (voorheen gekend als Jetairfly).
In het vrachtvervoer is Worldport de hub van goederenvervoerder UPS.